# الفرع الرسغي الراحي للشريان الكعبري
الفرع الرسغي الراحي للشريان الكعبري (بالإنجليزية: Palmar carpal branch of radial artery)‏‏هو شريان يتفرعُ من شريان كعبري.

## فروعه
يخرجُ منه الفروع التالية:
- قوس رسغي راحي